# Солтсберг (Пенсилванија)
Солтсберг (енгл. Saltsburg) град је у америчкој савезној држави Пенсилванија.

## Демографија
По попису из 2010. године број становника је 873, што је 82 (-8,6%) становника мање него 2000. године.
| Група             | 2000.       | 2010.       |
| Белци             | 935 (97,9%) | 854 (97,8%) |
| Афроамериканци    | 2 (0,2%)    | 1 (0,1%)    |
| Азијати           | 3 (0,3%)    | 0 (0,0%)    |
| Хиспаноамериканци | 13 (1,4%)   | 7 (0,8%)    |
| Укупно            | 955         | 873         |